# Брисбен (лунный кратер)
Кратер Брисбен (лат. Brisbane) — ударный кратер находящийся в юго-восточной части видимой стороны Луны. Название присвоено в честь британского военного, руководителя колонии в Австралии и астронома, Томаса Макдугалла Брисбена (1773—1860) и утверждено Международным астрономическим союзом в 1935 г.

## Описание кратера
Ближайшими соседями кратера являются кратеры Реймерс и Вега на северо-западе и кратер Пэреск на севере. На западе от кратера располагается долина Рейта. Селенографические координаты центра кратера 49°12′ ю. ш. 68°46′ в. д. / 49,2° ю. ш. 68,76° в. д., диаметр 44,3 км, глубина 2,9 км.
За время своего существования детали структуры кратера значительно сглажены последующими мелкими импактами. Западная и северо-восточные части вала перекрыты небольшими кратерами, юго-западную часть вала пересекает небольшая борозда. Высота вала над окружающей местностью 1070 м, объем кратера составляет приблизительно 1500 км³. Дно чаши кратера ровное, не поврежденное кратерами существенного размера. В центре чаши имеется небольшое поднятие местности.

## Сателлитные кратеры
Фрагменты карт LAC-128, LAC-129.
| Брисбен | Координаты                                            | Диаметр, км |
| ------- | ----------------------------------------------------- | ----------- |
| E       | 50°16′ ю. ш. 71°25′ в. д. / 50,26° ю. ш. 71,41° в. д. | 57,4        |
| H       | 50°22′ ю. ш. 65°07′ в. д. / 50,37° ю. ш. 65,12° в. д. | 43,7        |
| X       | 50°35′ ю. ш. 67°59′ в. д. / 50,58° ю. ш. 67,98° в. д. | 20,1        |
| Y       | 51°28′ ю. ш. 70°10′ в. д. / 51,47° ю. ш. 70,17° в. д. | 16,1        |
| Z       | 52°53′ ю. ш. 72°49′ в. д. / 52,89° ю. ш. 72,82° в. д. | 64,7        |

- Образование сателлитного кратера Брисбен Z относится к донектарскому периоду[4].